# Erldunda
Erldunda – miejscowość w Terytorium Północnym w Australii w odległości 250 km na południe od Alice Springs i 1280 km  na północ od Adelaide. Położona przy skrzyżowaniu dróg płn-płd Stuart Highway  i Lasseter Highway prowadzącej do Uluru (Ayers Rock) i Kata Tjuta.